# Samir Brikho

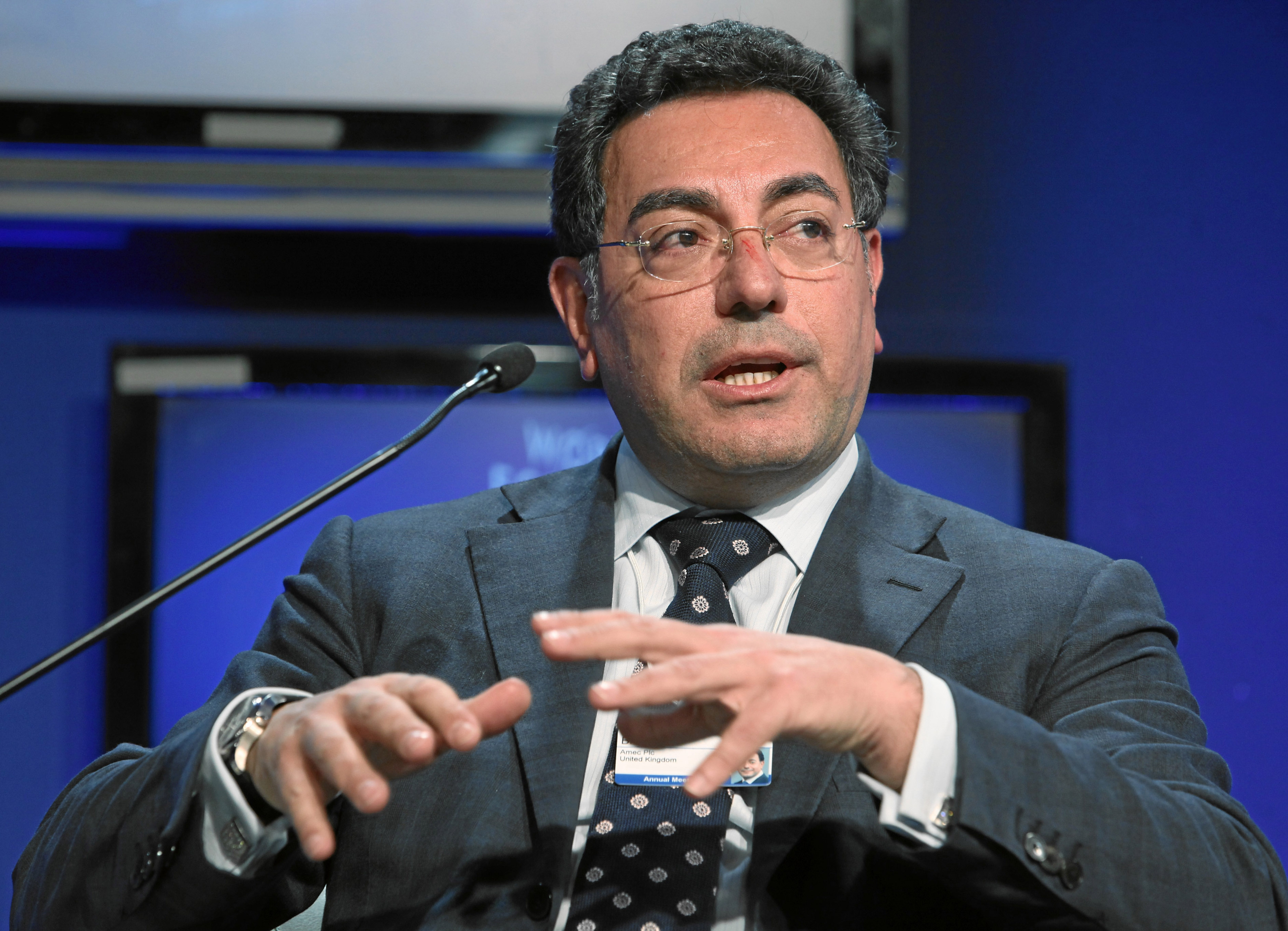
Samir Brikho at the World Economic Forum Annual Meeting in 2010

Samir Yacoub Brikho FREng (geb. 3. Mai 1958 in Beirut) ist Präsident des Verwaltungsrates der EuroChem Group AG, eines Mineraldüngerproduzenten, und des Kohleunternehmens SUEK JSC. Er war Geschäftsführer von Amec Foster Wheeler, Asea, ABB Group und Alstom.

## Biografie
Brikho wurde 1958 in Beirut geboren. Brikho ist Libanese von Geburt. Später zog seine Familie nach Schweden, wo er die Staatsbürgerschaft besitzt. Brikho hat einen Master of Science in Thermotechnik vom Royal Institute of Technology in Stockholm, Schweden. Er ist auch Absolvent des Young Managers Program an der INSEAD und des Senior Executive Program an der Stanford University.
Brikho nahm zwischen 1983 und 2000 verschiedene leitende Positionen bei Asea und ABB Power Generation wahr und wurde schließlich Senior Vice President und globaler Geschäftsführer für Dampfturbinen und Generatoren bei der ABB Kraftwerke AG in Deutschland.  Im Jahr 2000 ging er zu Alstom, wo er Chief International Operations Officer und Senior Vice President sowie CEO der Alstom Kraftwerke in Deutschland war.
2003 wurde er Geschäftsführer von ABB Lummus Global und 2005 Mitglied des Group Executive Committee von ABB Ltd, Leiter der Division Power Systems bei ABB Group.
Im Oktober 2006 war er Geschäftsführer von Amec Foster Wheeler (ehemals Amec). Der Aktienkurs des Unternehmens stieg von unter 400 Pence, als er im Oktober 2006 die Rolle des CEO übernahm, auf über 1200 Pence im Juni 2014. Er diente bis zum 18. Januar 2016 und wurde von Ian McHoul, dem Finanzvorstand, vorübergehend abgelöst.
Am 19. Dezember 2019 gab die Eurochem Group, ein Hersteller und Lieferant von Düngemitteln und Industrieprodukten, bekannt, dass Brikho mit Wirkung zum 1. Januar 2020 die Rolle des Präsidenten des Verwaltungsrates übernehmen wird. Am 5. Juni 2020 wurde Brikho zum Präsidenten des Verwaltungsrates von SUEK gewählt.

## Auszeichnungen
Am 16. Oktober 2009 wurde Brikho vom südkoreanischen Präsidenten Myung-bak Lee die Ehrenmedaille für Industriedienstleistungen für seine Beiträge zur Verbesserung der wirtschaftlichen Wettbewerbsfähigkeit in Korea durch den erfolgreichen Abschluss des Incheon Bridge-Projekts verliehen.
Seit seiner Ernennung durch Premierminister Gordon Brown im Februar 2010, die unter der Koalitionsregierung von David Cameron und erneut unter Theresa May bestätigt wurde, war Brikho als britischer Wirtschaftsbotschafter tätig, um aufeinanderfolgende britische Regierungen bei der Förderung der internationalen Exzellenz Großbritanniens zu unterstützen, bis zur Beendung des Programms im Dezember 2018.
Im Juli 2013 wurde Herr Brikho zum Fellow der Royal Academy of Engineering gewählt. Im Juni 2015 erhielt Brikho eine Ehrendoktorwürde von der Cranfield University.

## Andere Zugehörigkeiten
Brikho ist Mitglied des Beirats von Stena AB und war Non-executive Director der Skandinaviska Enskilda Banken. Er war Co-Vorsitzender des UK-UAE CEO Forum und Co-Vorsitzender des UK-Korea CEO Forum. Er war Vorsitzender der Offshore Europe 2011-Konferenz, der größten vorgelagerten Öl- und Gasveranstaltung außerhalb Nordamerikas.
Brikho war Vorsitzender und Mitbegründer der StepChange Foundation., Brikho war 2009 Vorsitzender des Engineering and Construction Board des Weltwirtschaftsforums, war Vorsitzender der Disaster Resource Partnership des Weltwirtschaftsforums und ist derzeit Co-Vorsitzender des Ausschusses für Infrastruktur- und Stadtentwicklungsindustrien des Weltwirtschaftsforums. Brikho war von Mai 2008 bis Mai 2010 Vorsitzender des UK Energy Excellence Strategy Board das von der britischen Regierung beauftragt wurde, die weltweit führende Position Großbritanniens im Energiebereich zu demonstrieren. Samir war auch Direktor der Gruppe Großbritannien-Japan des 21. Jahrhunderts, Mitglied des Beirats von LIFE Lebanon  und Mitglied des Beirats der School of Oriental and African Studies. Er ist Gründungsmitglied des Palestine International Business Forum, einer Einrichtung zur Förderung des Handels und der Geschäftsbeziehungen zwischen dem israelischen und palästinensischen Privatsektor und der internationalen Geschäftswelt.